# Vandmelon
Vandmelon (Citrullus lanatus synonym: Citrullus vulgaris) er en af de mest kendte eksotiske frugter i Danmark. Den stammer oprindeligt fra Afrika, men bliver nu dyrket mange andre steder, bl.a. ved Middelhavet. Nord for alperne er det for koldt at dyrke vandmelon – selv i drivhus er det normalt ikke umagen værd. Jorden skal være fugtig og luften tør, og der skal være masser af sol for at planten trives bedst. For nomaderne i Kalahari-ørkenen er den vildtvoksende vandmelon stadig livsvigtig.
Varianter
Arten Vandmelon forekommer i to varianter:
- Almindelig vandmelon (Citrullus lanatus var. lanatus)
- Vild vandmelon (Citrullus lanatus var. vulgaris)

## Modenhed
Når vandmelonen er moden, har den en glat grøn skal og et saftigt, rødt kød. Den kan fås både med og uden kerner. Man kan høre om vandmelonen er moden ved at banke let på skallen. En rungende lyd viser, at den er klar til at spise. Vandmelonen er den melon med mest vand i. Den har en vandprocent på helt op til 90%.

## Anvendelse
Frugten kaldes vandmelon ligesom planten. Kun frugtkødet spises. Vandmelon kan spises som den er. Den skæres blot i både/stykker og det røde kød spises. Kødet kan desuden bruges i f.eks. frugtsalat eller drinks. Eventuelt kan det sammensættes med andre frugter på et lille spyd. Til fest kan man lave et hul i toppen af vandmelonen og gennem ca. 24 timer hældes der vodka ned i hullet med jævne mellemrum, når vodkaen er blevet suget op af kødet. Derefter kan den spises i både/stykker. Husk at informere gæsterne om det, inden de sætter sig i bilen på vej hjem!